# Cheiraster echinulatus
Cheiraster echinulatus is een zeester uit de familie Benthopectinidae.
De wetenschappelijke naam van de soort werd in 1875 gepubliceerd door Edmond Perrier.